# Maytenus planifolia
Maytenus planifolia är en benvedsväxtart som beskrevs av Albert Charles Smith. Maytenus planifolia ingår i släktet Maytenus och familjen Celastraceae. Inga underarter finns listade.